# ماهی‌های عروس دریایی
ماهی‌های عروس دریایی (نام علمی: Icichthys) نام یک سرده از راسته سوف‌ماهی‌سانان است.